# Wetterkoglerhaus
Das Wetterkoglerhaus ist eine Schutzhütte des Österreichischen Gebirgsvereins des ÖAV in 1743 m ü. A. Höhe, am Gipfel des Hochwechsels an der Grenze zwischen Niederösterreich und der Steiermark.

## Lage
Die Hütte steht knapp neben der flachen Gipfelkuppe des Hochwechsels und bietet daher ein umfassendes Panorama; sie eignet sich unter anderem ideal für Gewitterbeobachtungen. In unmittelbarer Nähe befindet sich eine Kapelle, in der jedes Jahr am 15. August unabhängig vom Wetter die ÖKB Gedenkmesse stattfindet.

## Geschichte
Die erste Schutzhütte wurde 1899 von der Alpinen Gesellschaft „D’Wetterkogler“, einer Gruppe des Österreichischen Gebirgsvereins, erbaut. Ab 1912 wurde rechtwinkelig zur bestehenden Hütte ein größerer Anbau und eine Veranda errichtet und im Sommer 1913 als neues, ganzjährig zu bewirtschaftendes Schutzhaus eröffnet, das 35 Schlafplätze bot. Am 21. November 1915 brannte das Schutzhaus bis zur Grundmauer ab. 1923 wurde ein neues Wetterkoglerhaus errichtet. Dieses wurde 1930 durch einen Zubau für einen zweiten Gastraum sowie neue Schlafräume erweitert und 1934 erfolgte noch ein Anbau für einen Schiraum.

## Zugänge
- Von Mönichkirchen ab der Bergstation über den Niederwechsel oder Vorauer Schwaig (ca. 3 bis 4 Stunden)
- Von Mönichwald mit dem PKW bis zur Mautstelle Mönichwalder Schwaig (4,50 € genau einwerfen), weiter mit PKW oder zu Fuß (ca. 2,5 Std.)
- Von Waldbach mit PKW bis Mautstelle Rabl Kreuz Hütte (4,50 € genau einwerfen), weiter mit PKW oder zu Fuß (ca. 1,5 Std.)
- Von Mariensee Parkplatz entweder über Schindelsteig oder Wasserfallweg bis zur Marienseer Schwaig (ca. 1,5 Stunden), dann entweder entlang der Loipe über Feistritzer Schwaig bis 3-Länder-Eck (ca. 2 Stunden) oder direkt hinauf (ca. 45 Min.)
- Von Kirchberg am Wechsel mit PKW bis zur Steyersberger Schwaig, dann zu Fuß (ca. 1,5 Std.)
- Von St. Corona über die Kampsteiner und Feistritzer Schwaig (ca. 3,5 bis 4 Std.)

Weiters liegt das Wetterkoglerhaus am Zentralalpenweg 02 sowie am Ostösterreichischen Grenzlandweg 07, zwei österreichischen Weitwanderwegen.

## Galerie

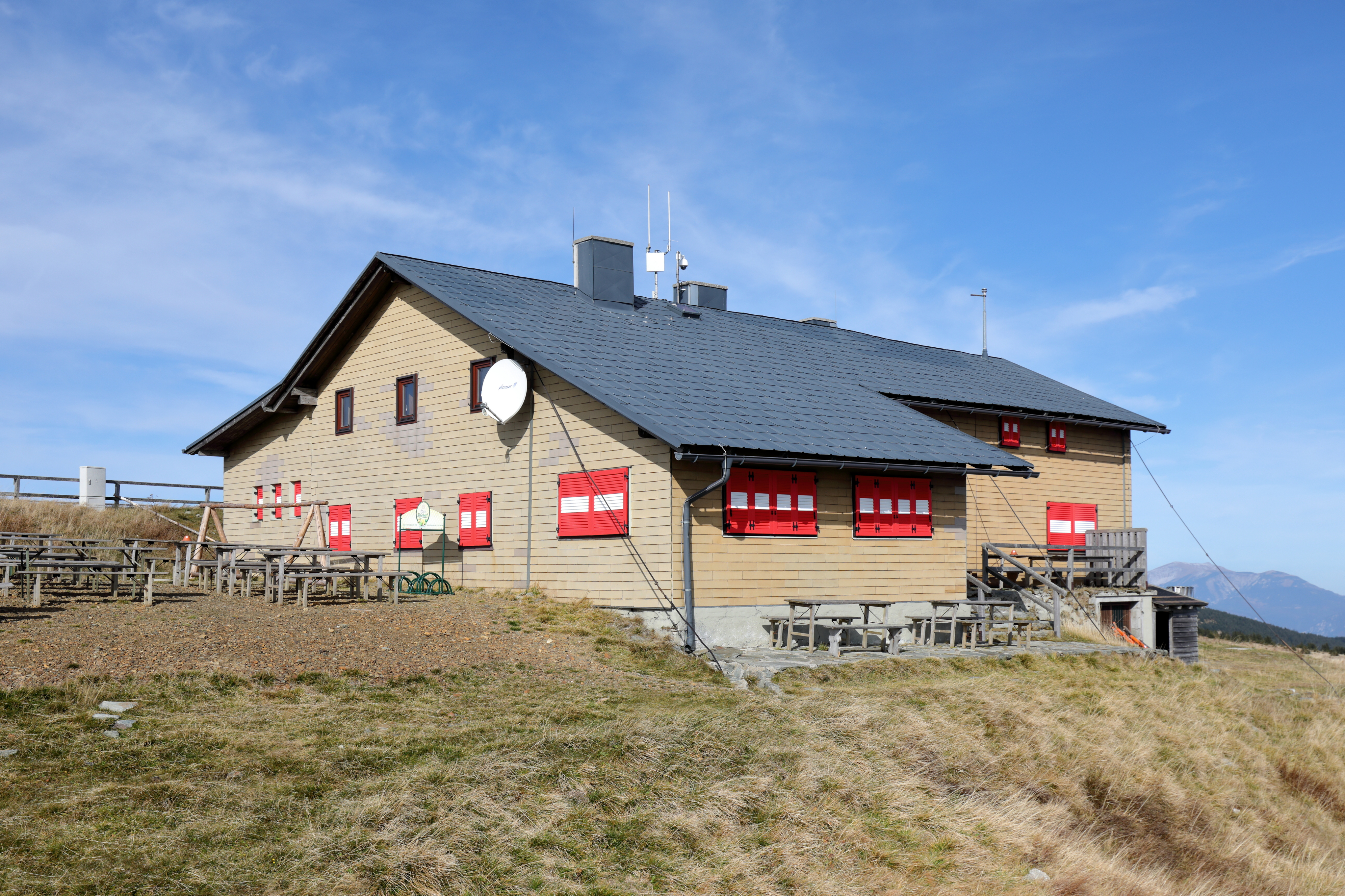
Südostansicht
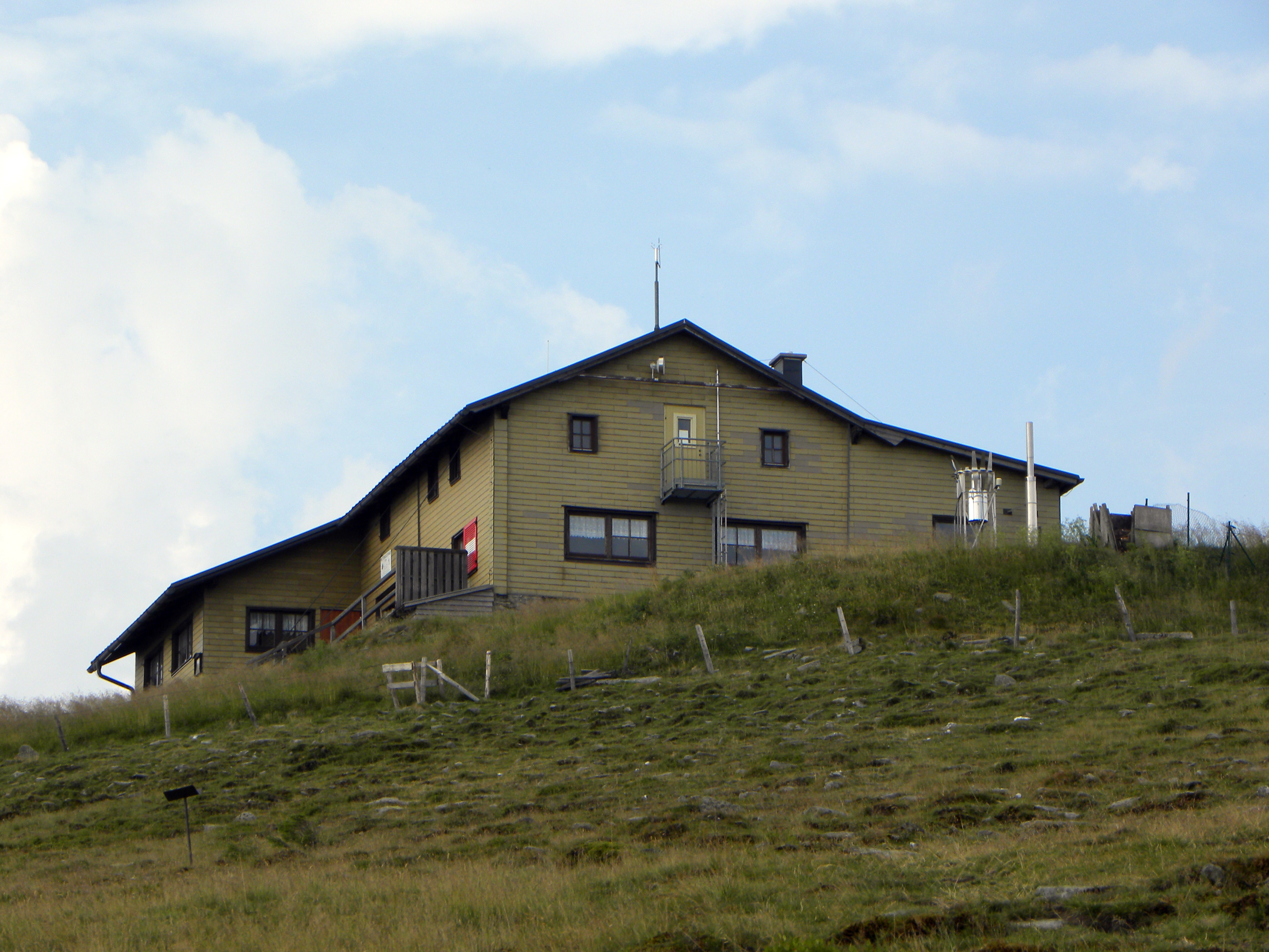
Nordostansicht
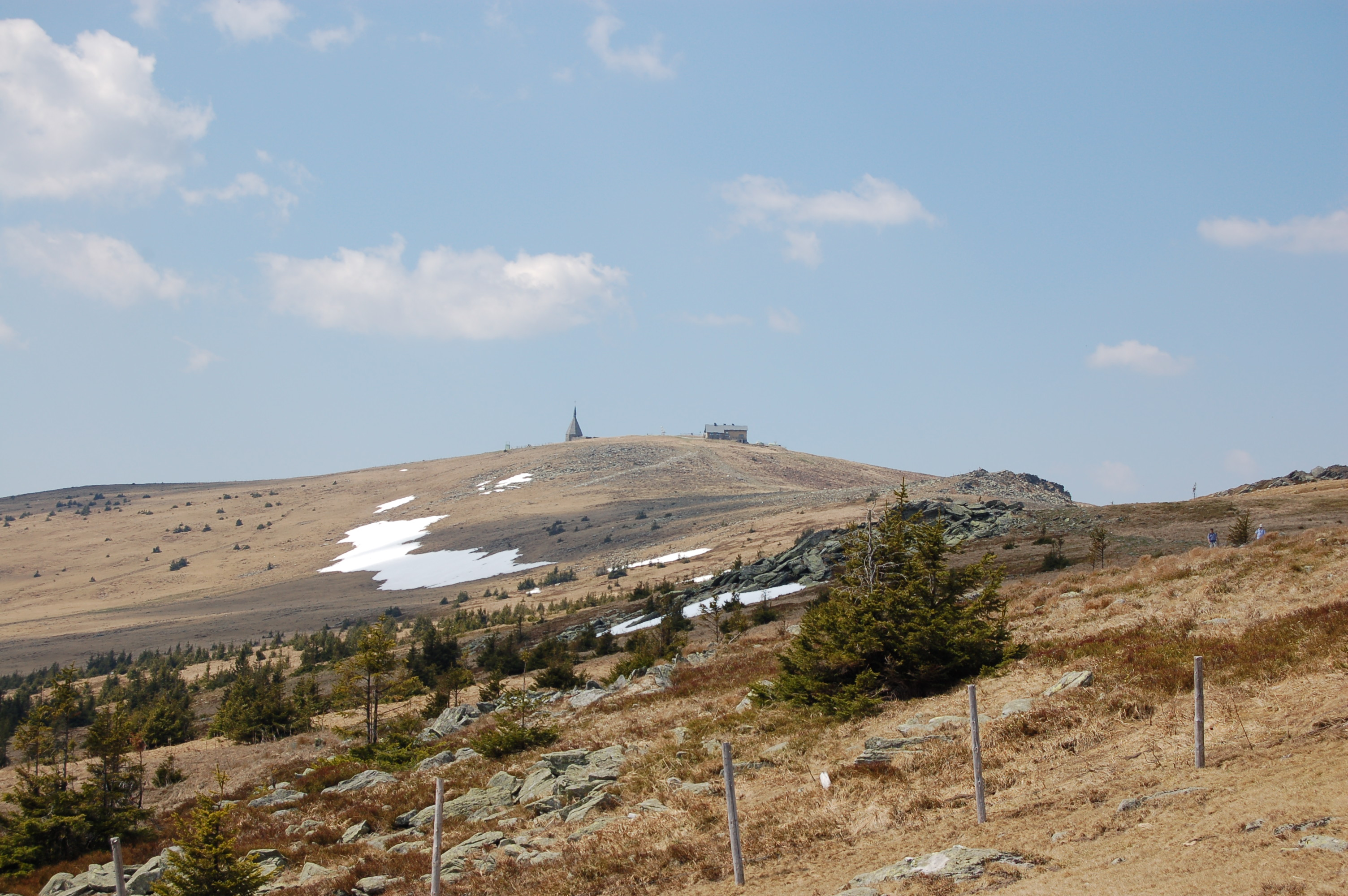
Hochwechsel
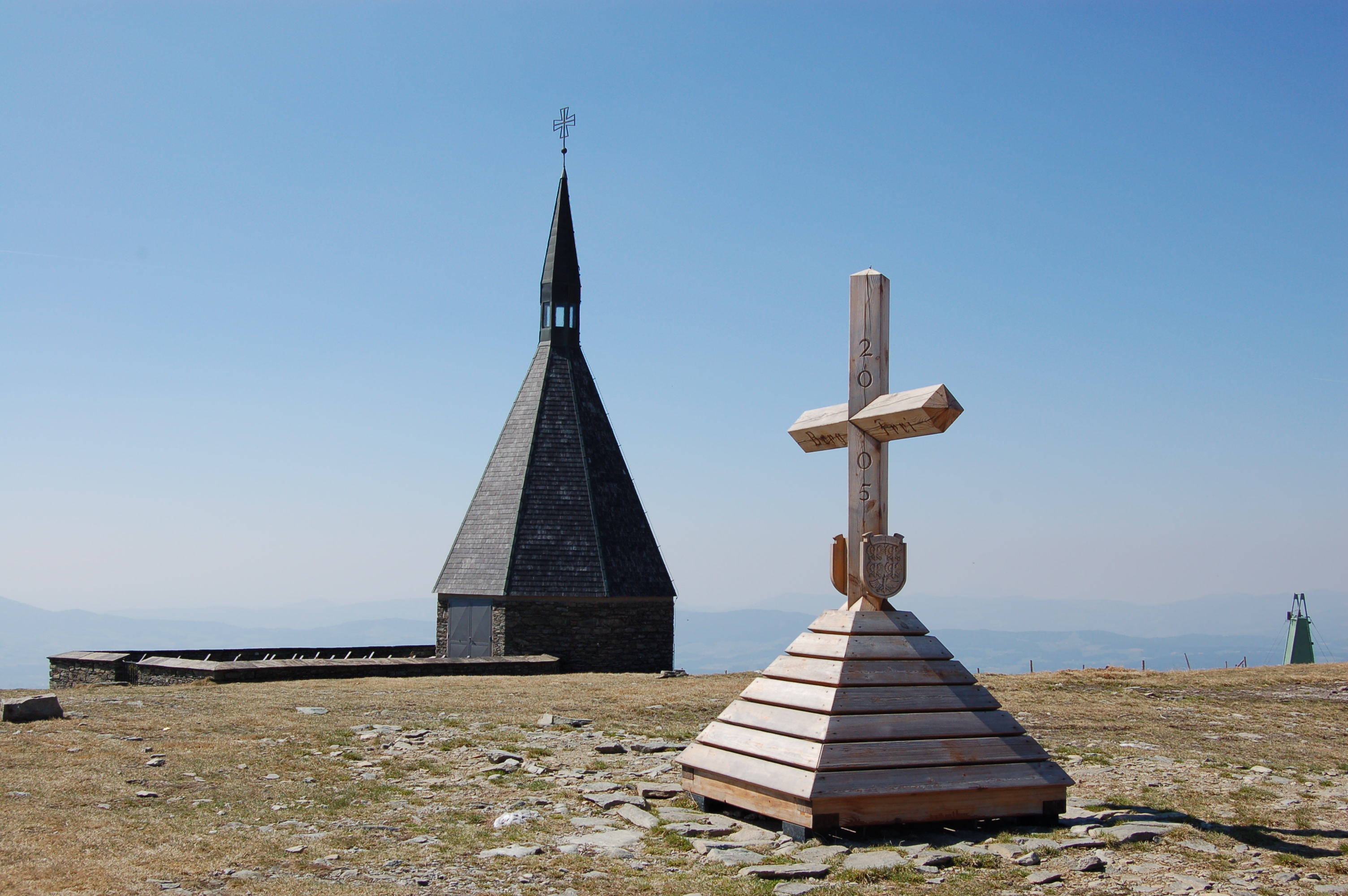
Wetterfestes Gipfelkreuz und Kapelle